# Casimiro de Abreu (ort)
Casimiro de Abreu är en ort i Brasilien.   Den ligger i kommunen Casimiro de Abreu och delstaten Rio de Janeiro, i den sydöstra delen av landet, 900 km sydost om huvudstaden Brasília. Casimiro de Abreu ligger 23 meter över havet och antalet invånare är 19 087.
Terrängen runt Casimiro de Abreu är varierad. Det finns inga andra samhällen i närheten.
Omgivningarna runt Casimiro de Abreu är huvudsakligen savann. Runt Casimiro de Abreu är det ganska tätbefolkat, med 83 invånare per kvadratkilometer.